# Brémontier-Merval
Pour les articles homonymes, voir Brémontier et Merval.
Brémontier-Merval est une commune française située dans le département de la Seine-Maritime en région Normandie.

## Géographie
| Hodeng-Hodenger   | Ménerval          | Dampierre-en-Bray |
|                   | Brémontier-Merval | Cuy-Saint-Fiacre  |
| Beauvoir-en-Lyons |                   | Elbeuf-en-Bray    |

Commune du pays de Bray, Brémontier-Merval est située entre Gournay-en-Bray et Argueil.

### Hydrographie
La commune est située dans le bassin Seine-Normandie. Elle est drainée par le ruisseau de Mesangueville, le ruisseau des Fontenelles, le fossé 01 de la commune de Dampierre-en-Bray, le fossé 04 de la Commune de Bremontier-Merval, le ruisseau de la Clayette et le ruisseau du Mont Louvet,,.
Le ruisseau de Mésangueville, d'une longueur de 15 km, prend sa source dans la commune de La Ferté-Saint-Samson et se jette  dans l'Epte à Dampierre-en-Bray. 

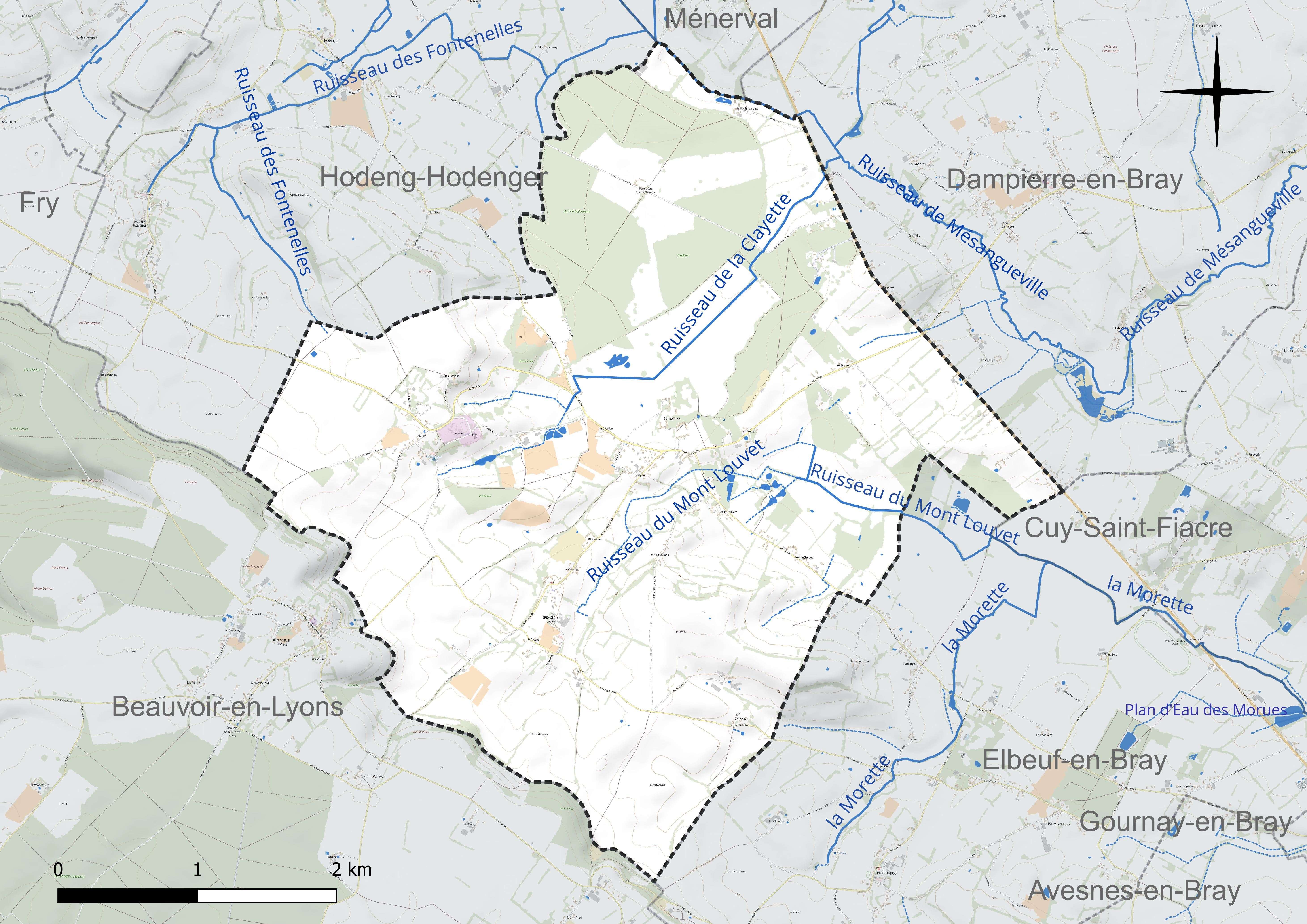
Réseau hydrographique de Brémontier-Merval.

### Climat
Pour des articles plus généraux, voir Climat de la Normandie et Climat de la Seine-Maritime.
En 2010, le climat de la commune est de type climat océanique dégradé des plaines du Centre et du Nord, selon une étude du CNRS s'appuyant sur une série de données couvrant la période 1971-2000. En 2020, Météo-France publie une typologie des climats de la France métropolitaine dans laquelle la commune est exposée à un climat océanique et est dans la région climatique Côtes de la Manche orientale, caractérisée par un faible ensoleillement (1 550 h/an) ; forte humidité de l’air (plus de 20 h/jour avec humidité relative > 80 % en hiver), vents forts fréquents. Parallèlement le GIEC normand, un groupe régional d’experts sur le climat, différencie quant à lui, dans une étude de 2020, trois grands types de climats pour la région Normandie, nuancés à une échelle plus fine par les facteurs géographiques locaux. La commune est, selon ce zonage, exposée à un « climat contrasté des collines », correspondant au Pays de Bray, bien arrosé et frais.
Pour la période 1971-2000, la température annuelle moyenne est de 10,2 °C, avec une amplitude thermique annuelle de 14 °C. Le cumul annuel moyen de précipitations est de 829 mm, avec 12,8 jours de précipitations en janvier et 8,6 jours en juillet. Pour la période 1991-2020, la température moyenne annuelle observée sur la station météorologique la plus proche, située sur la commune de Forges-les-Eaux à 13 km à vol d'oiseau, est de 10,7 °C et le cumul annuel moyen de précipitations est de 860,1 mm,. Pour l'avenir, les paramètres climatiques de la commune estimés pour 2050 selon différents scénarios d’émission de gaz à effet de serre sont consultables sur un site dédié publié par Météo-France en novembre 2022.

## Urbanisme

### Typologie
Au 1er janvier 2024, Brémontier-Merval est catégorisée commune rurale à habitat dispersé, selon la nouvelle grille communale de densité à sept niveaux définie par l'Insee en 2022.
Elle est située hors unité urbaine. Par ailleurs la commune fait partie de l'aire d'attraction de Gournay-en-Bray, dont elle est une commune de la couronne,. Cette aire, qui regroupe 21 communes, est catégorisée dans les aires de moins de 50 000 habitants,.

### Occupation des sols
L'occupation des sols de la commune, telle qu'elle ressort de la base de données européenne d’occupation biophysique des sols Corine Land Cover (CLC), est marquée par l'importance des territoires agricoles (86,2 % en 2018), une proportion sensiblement équivalente à celle de 1990 (85,9 %). La répartition détaillée en 2018 est la suivante : 
prairies (49,6 %), terres arables (28,5 %), forêts (13,8 %), zones agricoles hétérogènes (8 %). L'évolution de l’occupation des sols de la commune et de ses infrastructures peut être observée sur les différentes représentations cartographiques du territoire : la carte de Cassini (XVIIIe siècle), la carte d'état-major (1820-1866) et les cartes ou photos aériennes de l'IGN pour la période actuelle (1950 à aujourd'hui).

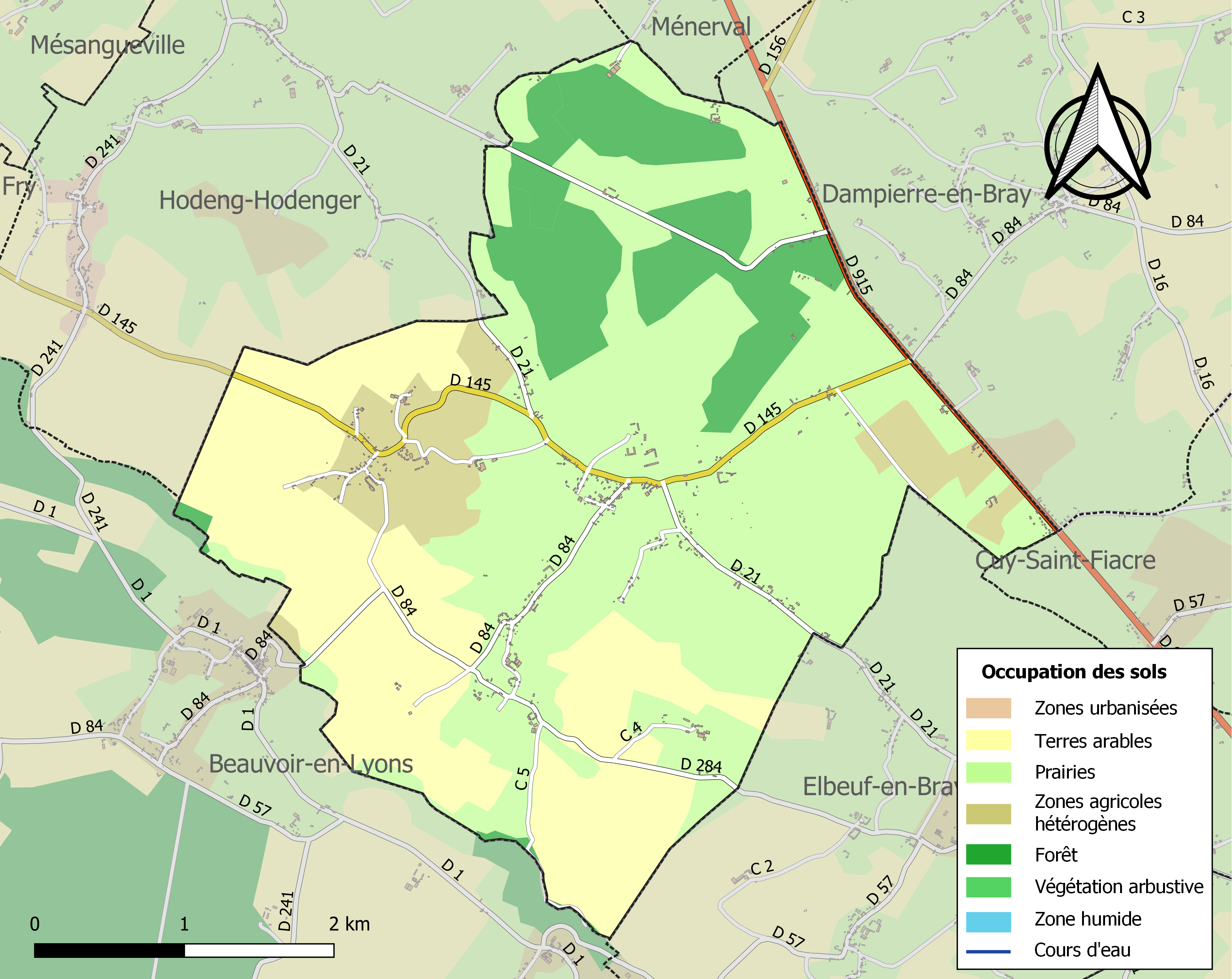
Carte des infrastructures et de l'occupation des sols de la commune en 2018 (CLC).

## Toponymie
Commune constituée par l'union des communes de Brémontier et de Merval par ordonnance royale du 24 décembre 1823. Ancienne paroisse rattachée : Bellozanne.
Brémontier est attesté sous les formes Braimoustier en 1017 - 1021; Bradomonasterium en 1040 - 1055; de Braimostier et de Bramostier au milieu XIIe siècle; Braimostier en 1230; Ecc. Sancti Martini de Braimostier en 1266 (Arch. S.-M. G 9425); Ecc. de Bremostier vers 1240; Braiemoustier en 1398 (Arch. S.-M. G 3267); A Bremontier en 1399 (Arch. Nat. P. 284-143, P. 303-425, 79, 363, 337); Bremontier en 1400 (Arch. Nat. P. 284-2-42, P. 303, 115); Saint Martin de Bremontier en 1716 (Arch. S.-M. G 740); Braymontier en 1715 (Frémont); Bremontier en 1757 (Cassini); Brémontier en 1953.
Il s'agit d’une formation toponymique médiévale en -montier, élément représentant l'ancien français moustier (> moutier), montier qui avait le sens d'église,, dont le sens premier était celui de couvent. En effet, moustier, montier est issu ultimement du latin monasterium (> monastère). En revanche, l'interprétation du premier élément Bré- assez fréquent en toponymie pose davantage de difficultés. Albert Dauzat, qui n'avait pas connaissance de la forme Bradomonasterium du XIe siècle, pose un Brai-montier, c'est-à-dire un monastère de Bray (pays de Bray). La commune se trouve effectivement dans le pays de Bray, mais la forme Bradomonasterium est incompatible avec cette explication. C'est pourquoi François de Beaurepaire se contente de noter que Brado- / Bré- est un élément incertain, qu'il croit cependant le reconnaître dans Bréauté, autre commune de la Seine-Maritime, mais aussi dans Brasseuse (Oise, Brathsilva, Bratselve, Braisilva 1180 - 1181) et peut-être les Brébeuf, Brémesnil et Bréville de la Manche.
Merval est attesté sous les formes de Merreval au XIIe siècle (Arch. S.-M. 25 H), Merreval régulièrement du XIIe siècle au XVe siècle, Merval dès 1539, Merval en 1786 (Arch. S.-M. G 1719, 740, 5081).
Le premier élément Mer- semble identique à celui identifié dans Merville-Franceville. En effet, Merville est attesté sous la forme Merrevilla en 1268. Les formes les plus anciennes de Merville, bien antérieures à celles de Merval, montrent que Merre- résulte de l'évolution phonétique d'un élément Mater- auquel les spécialistes Albert Dauzat et René Lepelley attribuent une origine anthroponymique, à savoir le nom de personne germanique Mather,. François de Beaurepaire suppose un *Matrini vallis basé sur le nom de personne gallo-romain Matrinus / Maternus que l'on retrouverait dans le nom du hameau voisin et ancien fief de Marigny (Dampierre-en-Bray, Unum feodum apud Marreniacum  vers 1210), mais il admet lui-même que cette hypothèse n'est guère solide phonétiquement parlant.

## Histoire
La commune de Brémontier-Merval est formée de la fusion des anciennes communes de Brémontier et Merval en 1823 et de celle de Bellozanne en 1826.
Le nom de la commune atteste l'existence, sur ce site, d'une communauté religieuse à l'époque mérovingienne. À la fin du XIIe siècle, Hugues V, seigneur de Gournay, fonde l'abbaye de Bellozanne, qu'il confie aux prémontrés, ordre de chanoines réguliers institué en 1120 par saint Norbert. L'abbaye reçoit la visite de Philippe le Hardi, en 1280, de Philippe le Bel, en 1314, et de Charles IV, en 1327.
La guerre de Cent Ans la prive de beaucoup de ses biens. Aux XVIe et XVIIe siècles, l'abbaye végète ; paradoxalement, elle est alors concédée à de célèbres abbés commendataires, tel le poète Pierre de Ronsard.
Au XVIIIe siècle, le prieur Henri de Blavette redonne vigueur spirituelle à la communauté et fait restaurer les bâtiments claustraux. À cette époque, l'abbaye administre de nombreuses paroisses : Bellozanne, Brémontier, Merval, Elbeuf-en-Bray.
La dissolution de l'ordre des prémontrés, en 1790, entraîne la disparition de l'abbaye.
Bellozanne est un lieu-dit de Brémontier-Merval. La chapelle de Bellozanne est située en face de l'ancien presbytère et d'une petite maison appelée Béthania, qui dérive du mot français Béthanie ; c'était une maison où logeaient quelques carmélites.

## Politique et administration
| Période                                  | Période                    | Identité                                  | Étiquette | Qualité                                                                     |
| ---------------------------------------- | -------------------------- | ----------------------------------------- | --------- | --------------------------------------------------------------------------- |
| Les données manquantes sont à compléter. |                            |                                           |           |                                                                             |
| 1808                                     | 1815                       | Jacques Moinet                            |           |                                                                             |
| 1815                                     | 1826                       | Pierre Bulard                             |           |                                                                             |
| 1826                                     | 1826                       | Pierre Gaillard                           |           |                                                                             |
| 1826                                     | 1828                       | Jacques Breton                            |           |                                                                             |
| 1828                                     | 1831                       | le vicomte Certain de Bellozanne          |           | Conseiller général                                                          |
| 1831                                     | 1835                       | Pierre Bulard                             |           |                                                                             |
| 1835                                     | 1837                       | François Buron                            |           |                                                                             |
| 1837                                     | 1843                       | Flandre Hiard                             |           |                                                                             |
| 1843                                     | 1846                       | François Buron                            |           |                                                                             |
| 1846                                     | 1852                       | le comte Jules de Maiver                  |           |                                                                             |
| 1852                                     | 1863                       | Jacques François Moinet-Leleu             |           |                                                                             |
| 1863                                     | 1871                       | Adolphe Guérard                           |           |                                                                             |
| 1871                                     | 1881                       | Alexandre du Barry de Merval              |           | comte, chevalier de la Légion d’honneur                                     |
| 1881                                     | 1928                       | Henri Étignard de La Faulotte (1850-1928) |           |                                                                             |
| 1928                                     | 1945                       | Louis Davout (1877-1958)                  |           | 4e duc d’Auerstaedt Gendre du précédent                                     |
| 1945                                     | 1953                       | Marc Kiers                                |           |                                                                             |
| 1953                                     | 1989                       | Paul Caron                                |           |                                                                             |
|                                          |                            | Monique Guénée                            |           |                                                                             |
| Les données manquantes sont à compléter. |                            |                                           |           |                                                                             |
| mars 2001                                | 2008                       | M. Dominique Duclos                       |           |                                                                             |
| mars 2008                                | mars 2014                  | André Fréret                              |           | élu sans s'être présenté                                                    |
| mars 2014                                | En cours (au 10 août 2020) | Jean-Luc Cosquer                          |           | Professeur au lycée Jean Moulin des Andelys Réélu pour le mandat 2020-2026, |

## Démographie
L'évolution du nombre d'habitants est connue à travers les recensements de la population effectués dans la commune depuis 1793. Pour les communes de moins de 10 000 habitants, une enquête de recensement portant sur toute la population est réalisée tous les cinq ans, les populations de référence des années intermédiaires étant quant à elles estimées par interpolation ou extrapolation. Pour la commune, le premier recensement exhaustif entrant dans le cadre du nouveau dispositif a été réalisé en 2008.

En 2022, la commune comptait 430 habitants, en évolution de −6,72 % par rapport à 2016 (Seine-Maritime : +0,35 %, France hors Mayotte : +2,11 %).
| 1793 | 1800 | 1806 | 1821 | 1831 | 1836 | 1841 | 1846 | 1851 |
| ---- | ---- | ---- | ---- | ---- | ---- | ---- | ---- | ---- |
| 308  | 269  | 332  | 297  | 733  | 704  | 698  | 679  | 614  |

| 1856 | 1861 | 1866 | 1872 | 1876 | 1881 | 1886 | 1891 | 1896 |
| ---- | ---- | ---- | ---- | ---- | ---- | ---- | ---- | ---- |
| 631  | 588  | 562  | 544  | 574  | 565  | 591  | 538  | 574  |

| 1901 | 1906 | 1911 | 1921 | 1926 | 1931 | 1936 | 1946 | 1954 |
| ---- | ---- | ---- | ---- | ---- | ---- | ---- | ---- | ---- |
| 511  | 502  | 524  | 523  | 473  | 461  | 482  | 426  | 441  |

| 1962 | 1968 | 1975 | 1982 | 1990 | 1999 | 2006 | 2008 | 2013 |
| ---- | ---- | ---- | ---- | ---- | ---- | ---- | ---- | ---- |
| 379  | 367  | 311  | 265  | 278  | 326  | 468  | 494  | 475  |

| 2018 | 2022 | - | - | - | - | - | - | - |
| ---- | ---- | - | - | - | - | - | - | - |
| 457  | 430  | - | - | - | - | - | - | - |

## Culture locale et patrimoine

### Lieux et monuments
- Ancienne abbaye Notre-Dame de Bellozanne.
- Château de Merval,  Site classé (1942)[37],  Classé MH[38] : considéré comme l'une des « merveilles » du pays de Bray, ce château du XVIIe siècle possède un colombier[39] et un verger conservatoire servant de cadre à une exploitation agricole et à une cidrerie. Ce château abrite aussi un lycée agricole renommé. Le parc est ouvert toute l'année.
- Église Saint-Martin.
- Chapelle Saint-Léonard de Merval.
- Chapelle Sainte-Marguerite de Bellozanne.

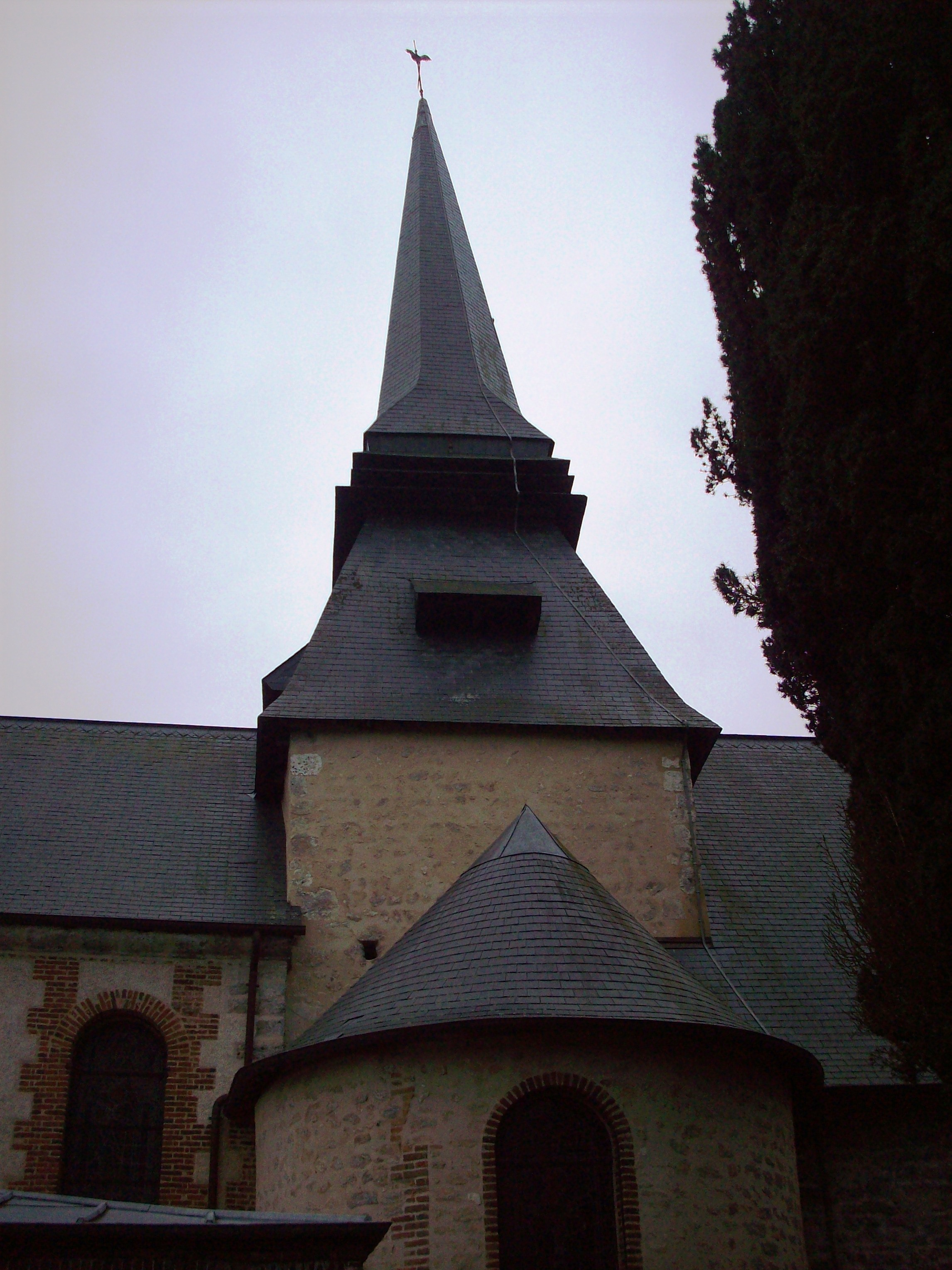
Église Saint-Martin.
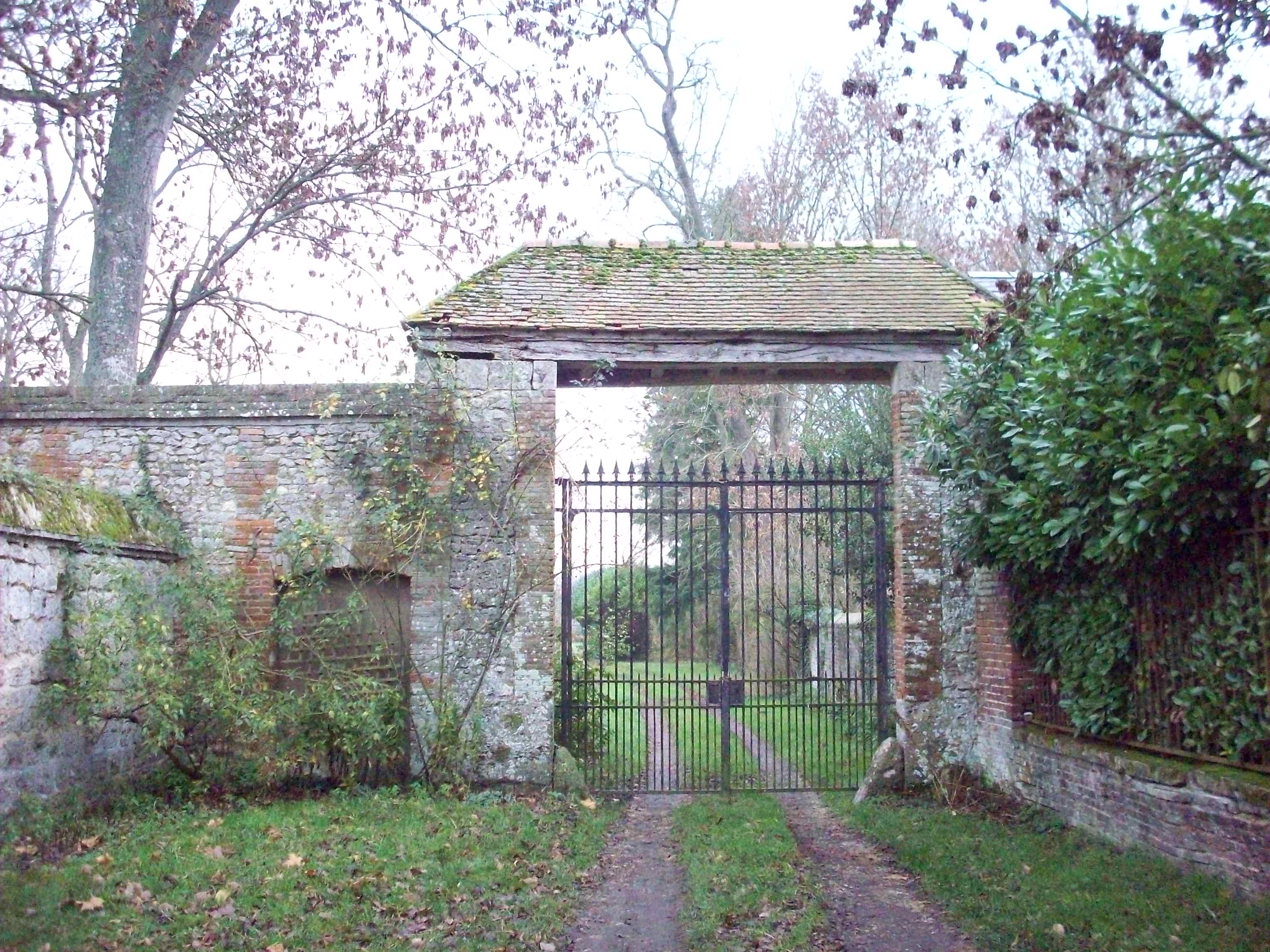
Porterie de l'ancienne abbaye de Bellozanne.
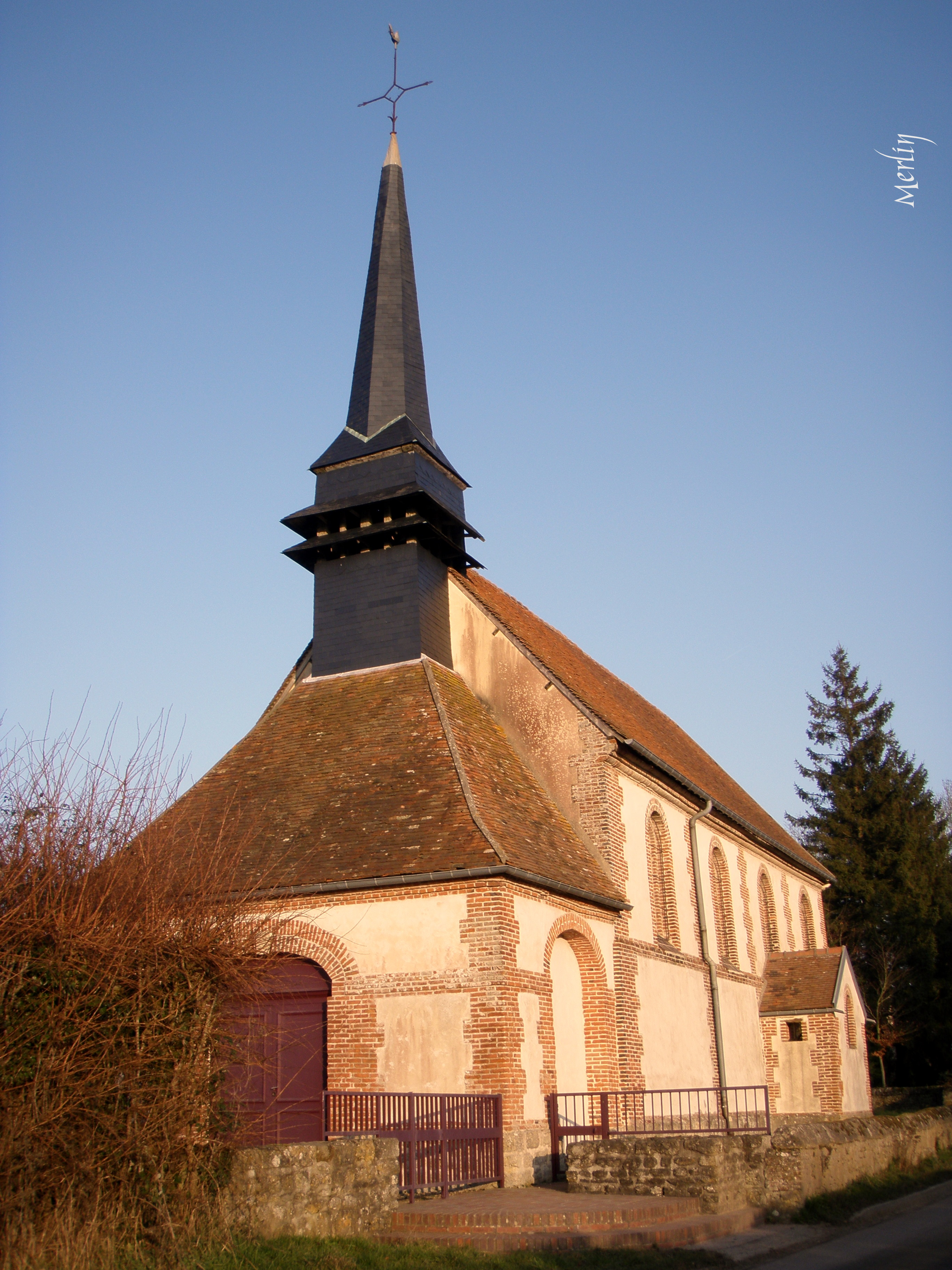
Chapelle Sainte-Marguerite de Bellozanne.
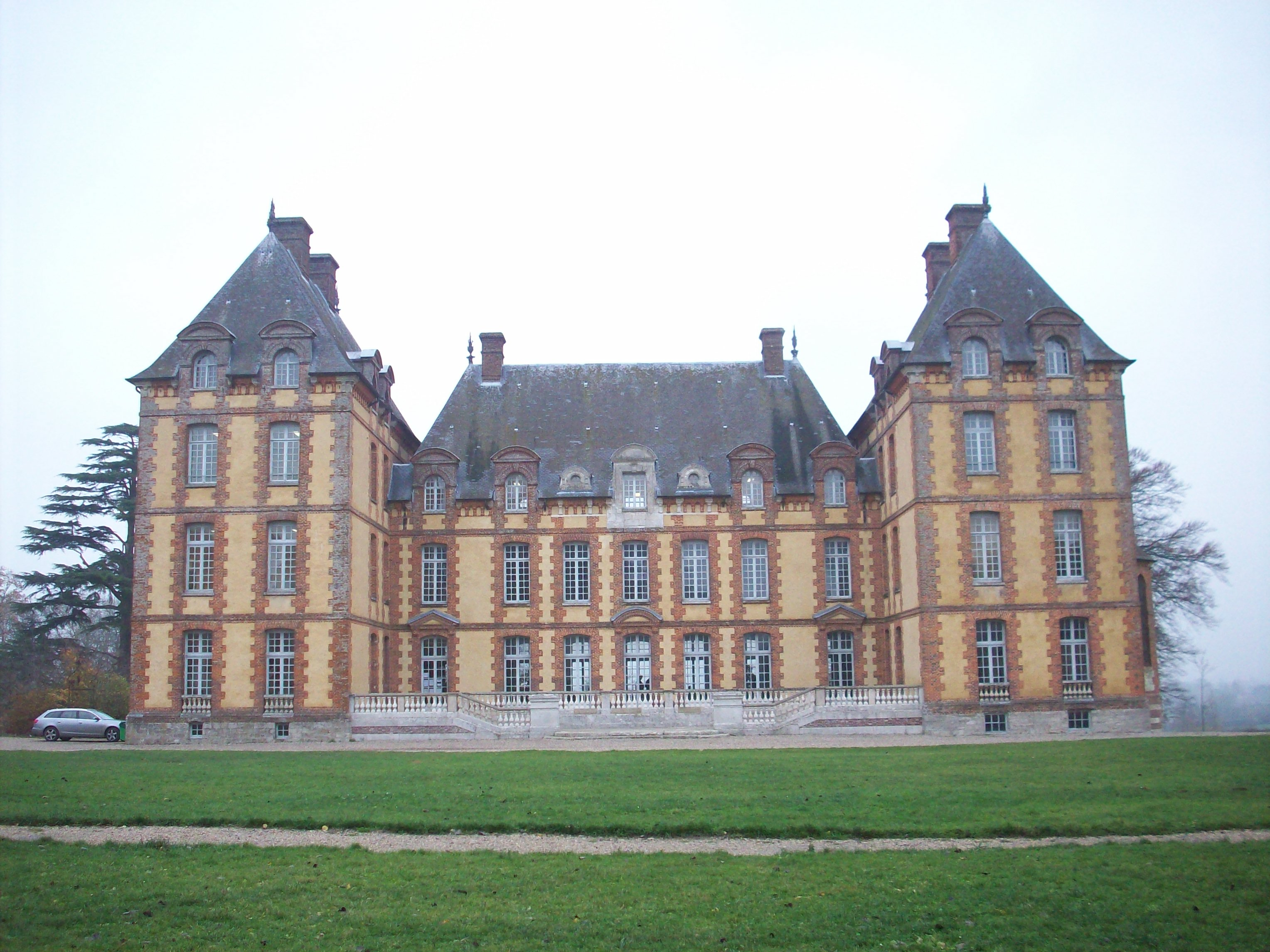
Château du domaine de Merval, monument historique au cœur d'un site naturel classé.
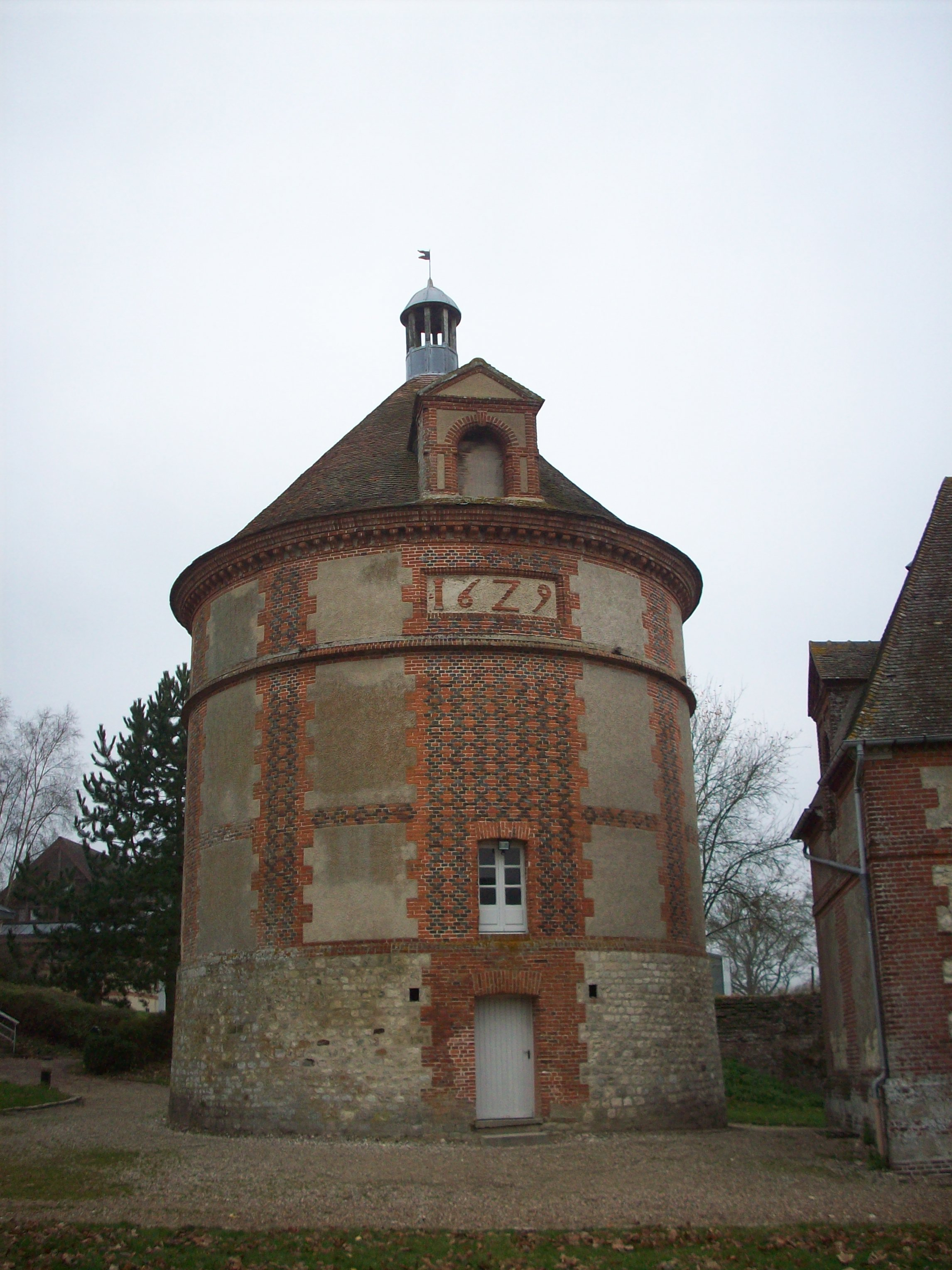
Colombier classé du château.
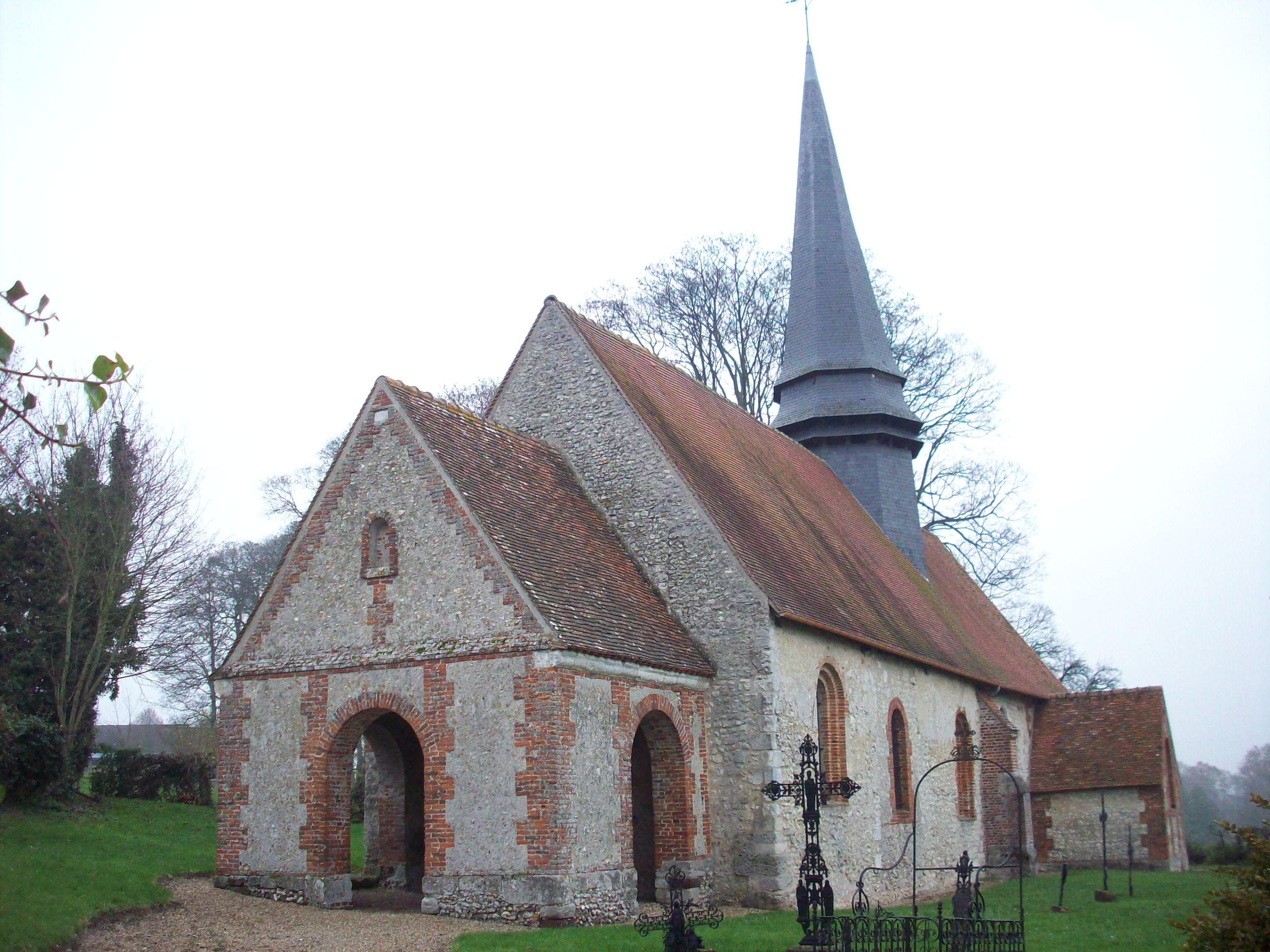
Chapelle Saint-Léonard de Merval.

### Patrimoine naturel
Site classé
- Le domaine de Merval à Brémontier-Merval  Site classé (1942)[37].

### Personnalités liées à la commune
- Jean-Étienne Letailleur (1758-?), député en 1791, né à Brémontier-Merval.
- Hugues Protat, citoyen résident[40].